# Guipuscoano

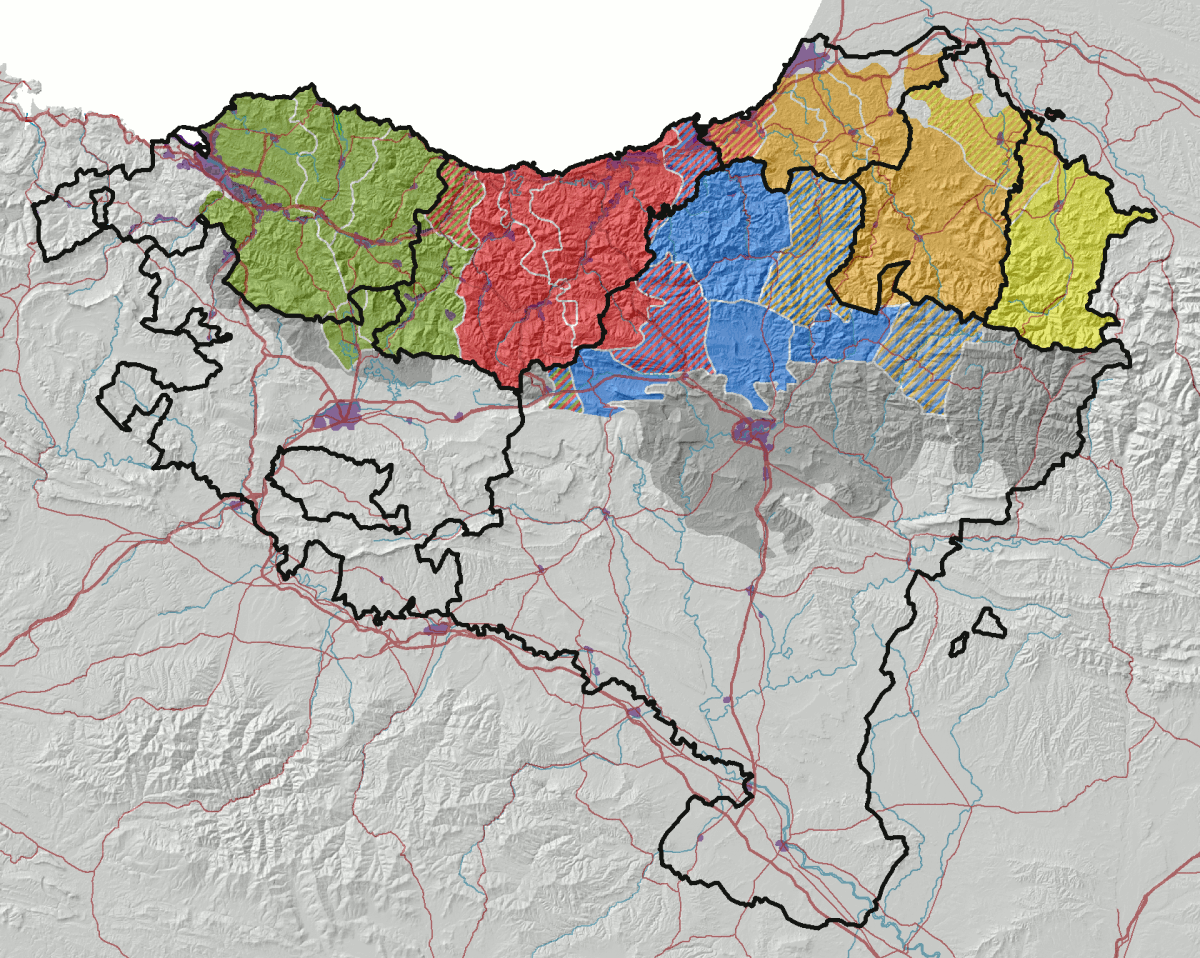
Distribuição dos dialetos do euskara (basco)

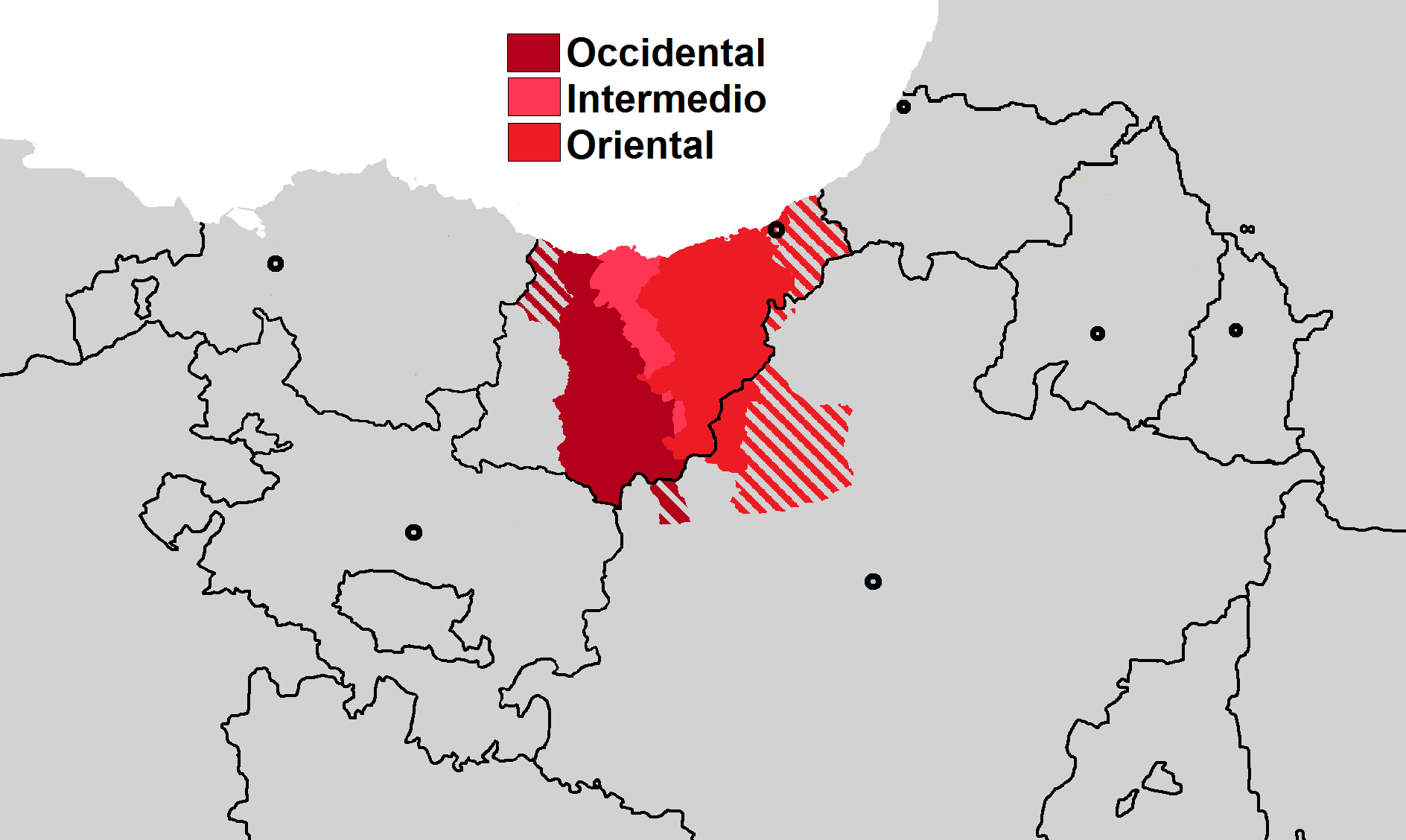

O euskara guipuscoano (em basco: gipuzkera) é um dialeto do basco, também conhecido como euskara central, que se fala em Guipuscoa bem como no noroeste de Navarra.
No mapa podemos ver, conforme Koldo Zuazo:

## Extensão
O guipuscoano não é falado em toda a Guipúscoa. Na foz do rio Deva, desde Leintz-Gatzaga até Elgoibar se fala o dialeto de Biscaia. E o guipuscoano é falado fora de Guipúscoa, no noroeste de Navarra; sem dúvida os limites entre o guipuscoano e o alto-navarro está se alterando a favor do guipuscoano, seguramente como consequência do prestígio que teve por a sua tradição literária e à influência dos meios de comunicação de Guipúscoa.

## Variantes do guipuscoano
São quatro as variantes principais do guipuscoano:
- Variante de Beterri (zona de Tolosa até San Sebastián).
- Variante do Goierri.
- Variante da zona de Urola (de Zarautz a Deba).
- Gipuscoano de Navarra (Araitz, Basaburua, Larraun, Imotz).

## Importância
O guipuscoano foi um dos principais dialetos históricos do euskara, sendo língua literária desde o século XVIII. Nesse dialeto se baseou em grande parte a língua euskara padrão, o basco unificado (em basco: euskara batua) que é usada prioritariamente na educação, na literatura e nos meios de comunicação.
Hoje em dia o guipuscoano, assim como os demais dialetos do basco e em geral o próprio modo de falar dos guipuscoanos, está se modificando junto com o euskara batúa, devido à força dos meios de comunicação e da literatura.